# Habitatge a la plaça Sant Ramon, 32 (Cerdanyola del Vallès)
Habitatge a la plaça Sant Ramon, 32 és una casa del municipi de Cerdanyola del Vallès (Vallès Occidental) inclosa en l'Inventari del Patrimoni Arquitectònic de Catalunya.

## Descripció
L'edifici de planta baixa amb terrat fa cantonada amb el carrer de Sant Enric. La façana principal, a la Plaça de Sant Ramon, és de composició simètrica amb una porta central allindanada, emmarcada per pilastres decoratives i cornisa superior sostinguda per mènsules vegetals. Als costats hi ha dues finestres rectangulars amb emmarcat de tipus senzill. Una línia d'imposta separa l'espai destinat a les cambres d'aire i amb petites obertures amb decoració vegetal calada. Aquesta zona queda limitada a la part superior per una cornisa sostinguda per mènsules decoratives. La façana lateral és molt senzilla. L'edifici és coronat amb un terrat amb barana, de balustres a la plaça i seguida a la façana lateral. Una torratxa de planta quadrangular completa el conjunt. L'edifici, eclèctic, mostra alguns elements decoratius d'influència neoclàssica.

## Història
L'edifici va ser bastit al final del segle xix. Segons els propietaris actuals de la casa, es tracta de l'edifici més antic de la Plaça de Sant Ramon.
La urbanització de la zona, que es va conèixer com el «barri de Dalt», va començar vers l'any 1828, amb la construcció de cases al carrer de Sant Ramon (antic camí de Cerdanyola a Sant Cugat). Els terrenys eren propietat del mas Serraparera. Posteriorment, cap al 1860, es va realitzar un nou procés constructiu pels carrers de Sant Enric i Santa Maria i, a partir del 1883, cap a la Plaça de Sant Ramon.